# ساق (خياطة)

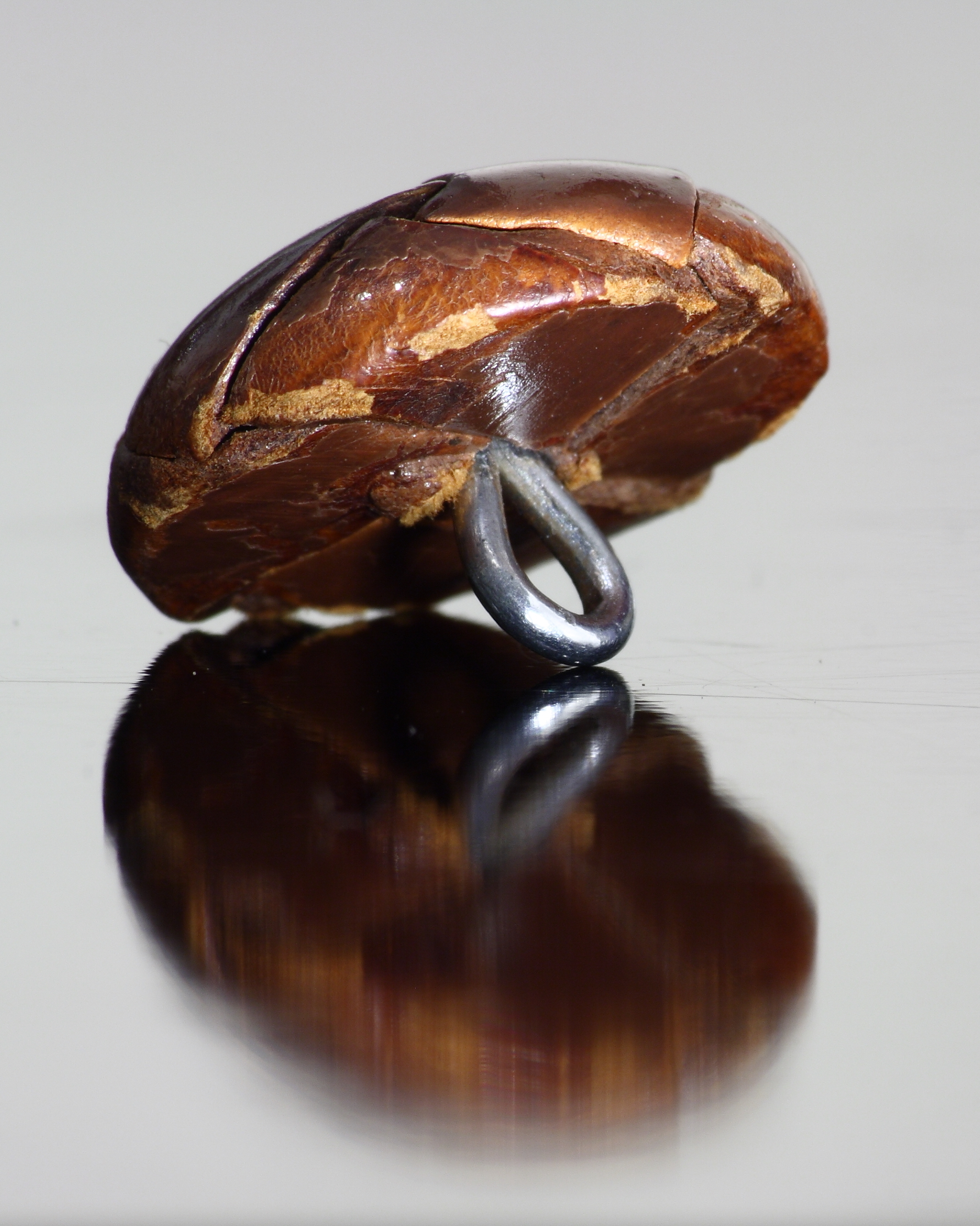
زر جلدي ذو ساق معدنية.

الساق عبارة عن جهاز لتوفير مساحة صغيرة بين اللباس والزر. السيقان ضرورية لتوفير مساحة للقماش ليتوضع بين الزر واللباس عندما يكون اللباس مزرَّراً. تسمح السيقان أيضاً بتعليق الملابس وثنيها بشكل جيد.